# Barlastvatten
Barlastvatten pumpas in i fartygs barlasttankar för att ge lastfartyg stabilitet vid lätt eller ingen last. När fartyget lastas pumpas motsvarande tyngd vatten ut. Fartyget sjunker olika djupt allt efter salthalten i havet. Grad av nersjunkning kontrolleras med plimsollmärket, som är målat på skrovsidan.
Eftersom barlastvattnet tas direkt från sjön i avgångshamnen, och pumpas direkt ut i sjön i ankomsthamnen, kan diverse vattenlevande växter och djur transporteras kors och tvärs över haven, vilket kan ge oönskad spridning av arter som konkurrerar ut de ursprungliga arterna. Man har därför diskuterat olika möjligheter att sanera barlastvattnet, innan det släpps tillbaka i sjön. Studerade metoder är:
- Sterilisering av barlastvattnet genom upphettning
- Elektriska metoder
- Tillsättning av kemikalier, som dödar oönskade organismer

Hittills har man inte hittat någon metod som kan försvaras såväl ekonomiskt som ekologiskt.